# Philipp Winterwerb
Georg Philipp Winterwerb (* 30. Juni 1827 in Braubach, Herzogtum Nassau; † 5. Januar 1873 in Frankfurt am Main) war ein deutscher Maler, Lithograf und Grafiker.

## Leben

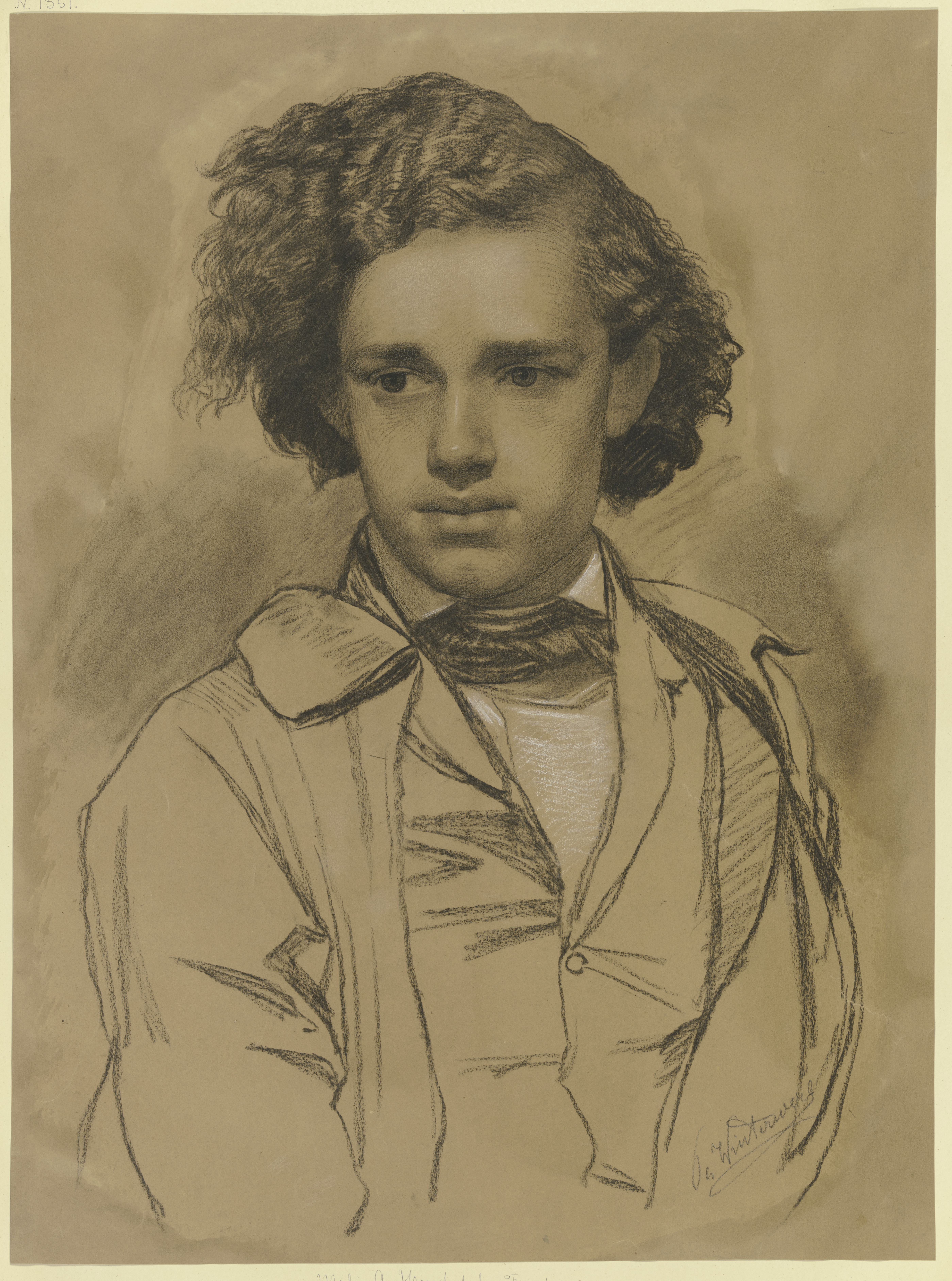
Bildnis des Freundes Albert Hendschel, Kreidezeichnung

Nach Kindheit und Jugend, die er in Braubach zubrachte, sollte er durch Besuch eines Seminars in Idstein Lehrer werden. Jedoch verließ er das Lehrerseminar und begann in Mainz eine Lehre in einer lithografischen Anstalt. Dann wechselte er in die lithografische Anstalt von Carl Christian Otto Naumann in Frankfurt am Main. Neben seiner dortigen Arbeit als Graveur besuchte er ab 1846 das Städelschen Kunstinstitut unter Jakob Becker und Edward Steinle. Bald entstanden erste Gemälde, die Titel wie Othello erzählt seine Abenteuer, Der durch Delia verratene Simson, Der Lautenspieler, Das Innere eines Ateliers und Faust in der Studierstube trugen und in denen er die romantische Malerei der Düsseldorfer Schule anklingen ließ. Anerkennung und Beschäftigung erzielte er allerdings im Porträtfach. Bildnisse, die er in München ausstellte, fanden Anklang und wurden gewürdigt. Großen Einfluss auf sein Schaffen hatte ein mehrmonatiger Aufenthalt in Italien. Zu seinen Arbeiten als Historienmaler zählen die Gemälde Luther in Frankfurt am Main und Maria Stuart vor ihrem letzten Gange zum Schafott. Während der Deutschen Revolution 1848/1849 schuf er zahlreiche Bildnisse von Abgeordneten der Frankfurter Nationalversammlung. In dieser Zeit zeichnete er die politische Karikatur Deutscher Hofball 1848. Auf dem Blatt wird dargestellt, wie unter den Klängen des Liedes „Fürsten zum Land hinaus“ eine Ballgesellschaft deutscher Fürsten von Vertretern des Volkes, darunter Friedrich Hecker und Robert Blum, beendet wird.

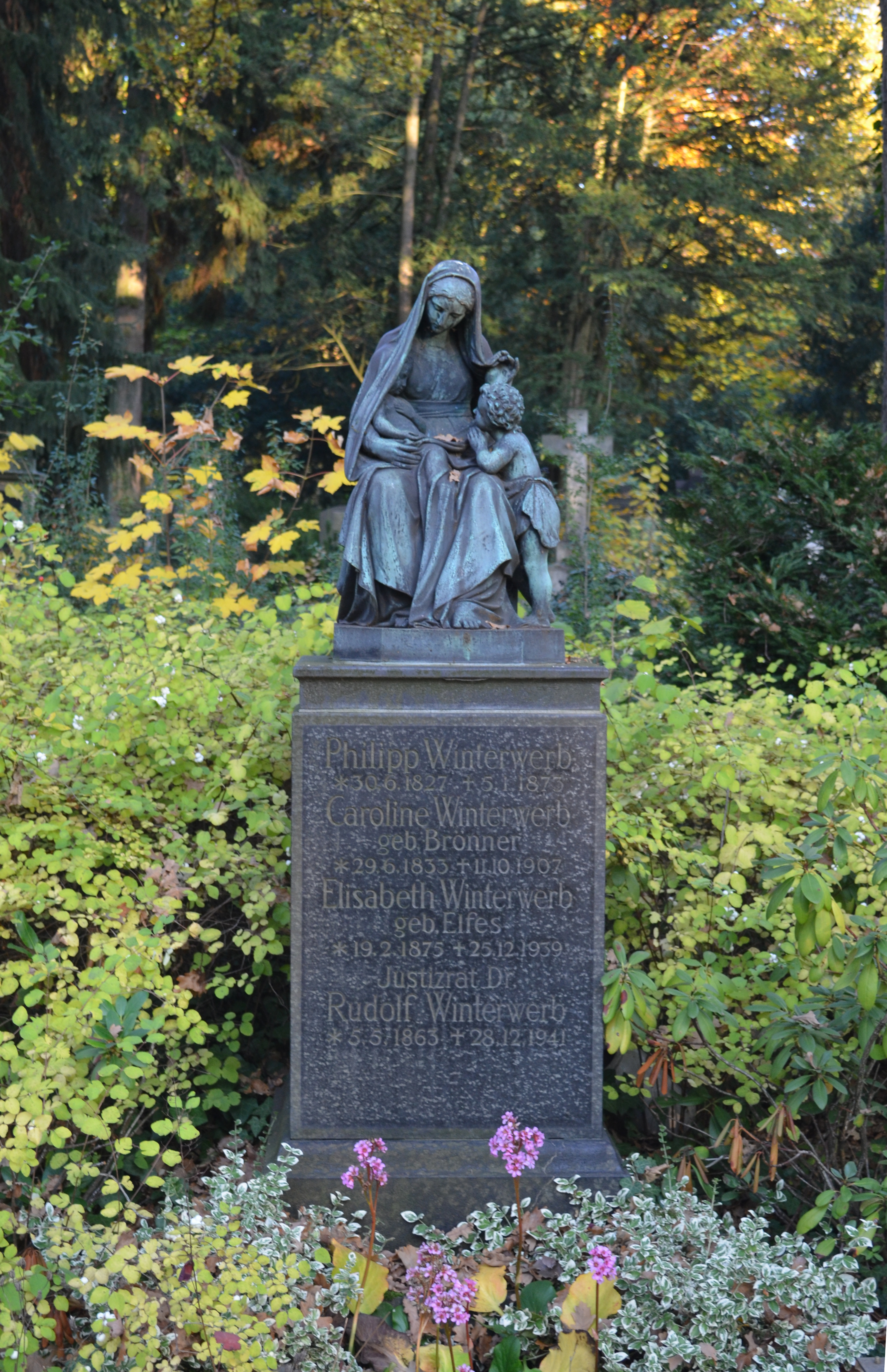
Familiengrabstätte von Philipp Winterwerb auf dem Hauptfriedhof Frankfurt am Main

Am 13. April 1859 heiratete er Maria Caroline Johanna Jung, geborene Brönner, die Witwe des Frankfurter Kaufmanns Anton Joseph Jung. Ehe er 45-jährig starb, war er infolge eines Schlaganfalls über mehrere Monate ans Bett gefesselt.